# Långfenad tonfisk
Långfenad tonfisk (Thunnus alalunga) är en fisk i familjen makrillfiskar. Den kallas även vit tonfisk eller vit tuna (på grund av köttets vita färg), och även albacor eller albacora.

## Utseende
Den långfenade tonfisken liknar en liten tonfisk, men har påtagligt längre bröstfenor. De främre och bakre ryggfenorna sitter dessutom ännu tätare ihop. Stjärtroten har 7 till 8 småfenor. Ryggen är blå, buken ljus; längs med sidan har den ett svagt, iriserande blått band. Maximala längden är 140 cm, största vikt 60,3 kg; ofta blir den emellertid inte längre än 100 cm.

## Vanor
Arten är en pelagisk stimfisk som håller till i de varmare delarna av världshaven med en vattentemperatur av 15 till 20 ºC. Arten kan vandra långa sträckor. Den kan gå ner så djupt som till 600 m, även om den främst lever från ytvatten ner till 450 m. Födan består av olika sorters fiskar, framför allt ansjovisfiskar, mindre kräftdjur och bläckfiskar. Maximala åldern för atlantlevande individer är 13 år, i Medelhavet endast 9 år.

### Fortplantning
Den långfenade tonfisken blir könsmogen vid omkring 5 års ålder. Den vandrar under sommaren (april till september på norra halvklotet, oktober till mars på södra) till varmare vatten där de leker kollektivt; honor och hanar släpper i grupp ut ägg och mjölke i vattnet. Äggantalet varierar med storleken; en hona på 20 kg kan producera mellan 2 och 3 miljoner ägg i ett par omgångar. Ägg och larver är pelagiska.

## Utbredning
Arten lever i de varmare delarna av Atlanten, inklusive Medelhavet, Stilla havet och Indiska oceanen mellan, 50°N och 40°S. I de hetaste områdena, mellan 10°N och 10°S, förekommer den dock inte i de övre vattenlagren.

## Ekonomiskt utnyttjande
Den långfenade tonfisken betraktas som en betydelsefull matfisk och fiskas allmänt med snörpvad, linor och dörjning. Även spöfiske förekommer.

## Status
Enligt en rapport 2007 av ICCAT (International Commission for the Conservation of Atlantic Tunas) är arten överfiskad i Atlanten, och organisationen rekommenderade därför en minskning av fångskvoterna i Nordatlanten. I Sydatlanten ansågs däremot de redan existerande begränsningarna vara tillräckliga. I övriga områden är data mera osäkra, och Internationella naturvårdsunionen (IUCN) klassificerar den därför som kunskapsbrist ("DD"). Greenpeace har dock 2010 fört upp den på sin rödlista över hotade matfiskar.